# Придворные евреи
В раннее Новое время придворным евреем или гоф-фактором (нем. Hofjude, Hoffaktor) назывался еврейский банкир, который давал деньги в долг европейским королевским и прочим знатным семьям или же занимался их финансами. За их услуги придворным евреям предоставлялись различные привилегии, а в некоторых случаях им мог быть даже пожалован дворянский титул. Придворные евреи были так необходимы монархам потому, что иудеям не запрещалось заниматься ростовщичеством, в отличие от христиан.
Придворные евреи появились ещё в Высоком Средневековье, в те времена, когда короли, дворяне и церковные деятели занимали деньги у меновщиков, среди которых самыми примечательными примерами являются Аарон Линкольнский и Вивелин Страсбургский. Евреев нанимали также и в качестве финансистов. Они могли использовать свои родственные и деловые связи, чтобы обеспечивать своих сюзеренов финансами, продовольствием, оружием, боеприпасами, золотом и драгоценными металлами.
Переход к абсолютной монархии в государствах Европы послужил тому, что некоторые евреи, преимущественно ашкеназского происхождения, начали приглашаться к королевским дворам, чтобы те могли договориться о займах. Благодаря этому они могли наживать себе состояние и наращивать своё влияние. Однако вместе с этим придворные евреи имели возможность налаживать свои связи в христианском мире в основном только лишь через представителей знати и церкви, и поскольку в целом социальное положение евреев было тяжёлым, некоторые дворяне могли попросту игнорировать свои долги. Если покровитель придворного еврея умирал, ему иногда грозили изгнание или казнь. Например, в Вюртемберге в 1737 году, после смерти герцога Карла Александра, придворный еврей Зюсс Оппенгеймер был предан суду и впоследствии казнён. Пытаясь избежать подобной участи, такие банкиры, как Самуил Блейхредер, Майер Амшель Ротшильд и Арон Элиас Зелигман в конце XVIII века успешно вывели свои дела из отдельных монарших дворов и основали то, что в конечном итоге переросло в полноценные банки.

## Предыстория
Поскольку евреям запрещалось заниматься почти любым видом торговли, в Средние века они начали занимать нишу ростовщиков. Только им разрешалось брать проценты по кредитам, поскольку, хотя Церковь и осуждала ростовщичество в целом, нормы канонического права были применимы только к христианам, но не к евреям. В конце концов большинство еврейских общин Европы начали заниматься финансовыми делами, тем самым внося существенный вклад в развитие средневековой экономики. Религиозные ограничения на ростовщичество непреднамеренно послужили причиной установления монопольной ренты: соответственно, прибыли, связанные с ростовщичеством, были выше, чем они иначе могли бы быть при отсутствии таких ограничений. В целом уровень жизни еврейской общины был по меньшей мере равен уровню низшей знати. Однако, несмотря на экономическое процветание, общины никогда не находились в полной безопасности: религиозная неприязнь возрастала настолько, что иногда выплёскивалась в виде погромов и изгнаний. В позднесредневековый период евреи были последовательно изгнаны из различных стран Западной Европы.
Хотя феномен «придворного еврейства» в полной мере начал проявляться только в начале XVII века, примеры тех, кого будут позже называть придворными евреями, можно найти ещё раньше в среде ростовщиков, которым удавалось накопить достаточно капитала, чтобы заниматься финансированием королевских особ и знати. Среди них был Гозлен Глостерский, еврейский финансист, который давал в долг Ричарду де Клеру, 2-му графу Пембрука, во время его похода в Ирландию в 1170 году, а также Аарон Линкольнский, предположительно, самый богатый человек XII века в Британии, который оставил после себя состояние, примерно равное £100,000. Здесь также следует отметить Вивелина Страсбургского, одного из богатейших людей Европы начала XIV века, который одолжил 340 000 флоринов Эдуарду III накануне начала Столетней войны в 1339 году. К XVI веку еврейские финансисты стали в ещё большей степени связаны с монархами и дворами. Юзеф Гольдшмидт (ум. 1572) из Франкфурта, также известный как «Юд Йозеф цум Гольденен Шван», стал самым значительным придворным евреем своей эпохи, ведя дела не только с Фуггерами и Имхоффами, но также с представителями знати и Церкви. В начале XVII века Габсбурги пользовались услугами Якова Бассеви из Праги, Иосифа Пинкерле из Гориции, и Моисея и Якова Марбургеров из Градиска.
На заре эпохи меркантилизма большинство сефардских евреев были в основном активны на Западе в сферах морской и колониальной торговли, в то время как ашкеназы предоставляли свои услуги императору и князьям, склоняясь в сторону внутренней торговли. Не всегда евреи занимали столь высокие позиции благодаря своему образованию и прочим навыкам: в основном такими людьми были состоятельные торговцы, которые были уважаемы, в отличие от своих единоверцев, за свою коммерческую жилку и способность приспосабливаться. Придворные евреи часто страдали из-за доносов своих завистливых соперников и единоверцев и часто были объектами ненависти со стороны народа и царедворцев. Придворные евреи могли помогать своим собратьям-иудеям лишь в периоды, зачастую короткие, их влияния на правителей. И так как сама их жизнь часто приходила к трагическому концу, рядовые иудеи в результате их падения терпели всё большие притеснения.
Придворные евреи, будучи агентами правителей, а во время войн действуя как торговцы и казначеи государства, пользовались особыми привилегиями. Они подчинялись лично монархам или их главным советникам и не были обязаны носить еврейский отличительный знак. Им разрешалось оставаться там, где император держал свой двор, и жить на любых территориях Священной Римской империи, даже в тех местах, куда других евреев не пускали. Где бы они ни селились, они могли покупать жильё, готовить мясо согласно еврейским обрядам и посещать раввина. Они могли продавать свои товары оптом и в розницу, и не могли облагаться налогами выше, чем христиане.

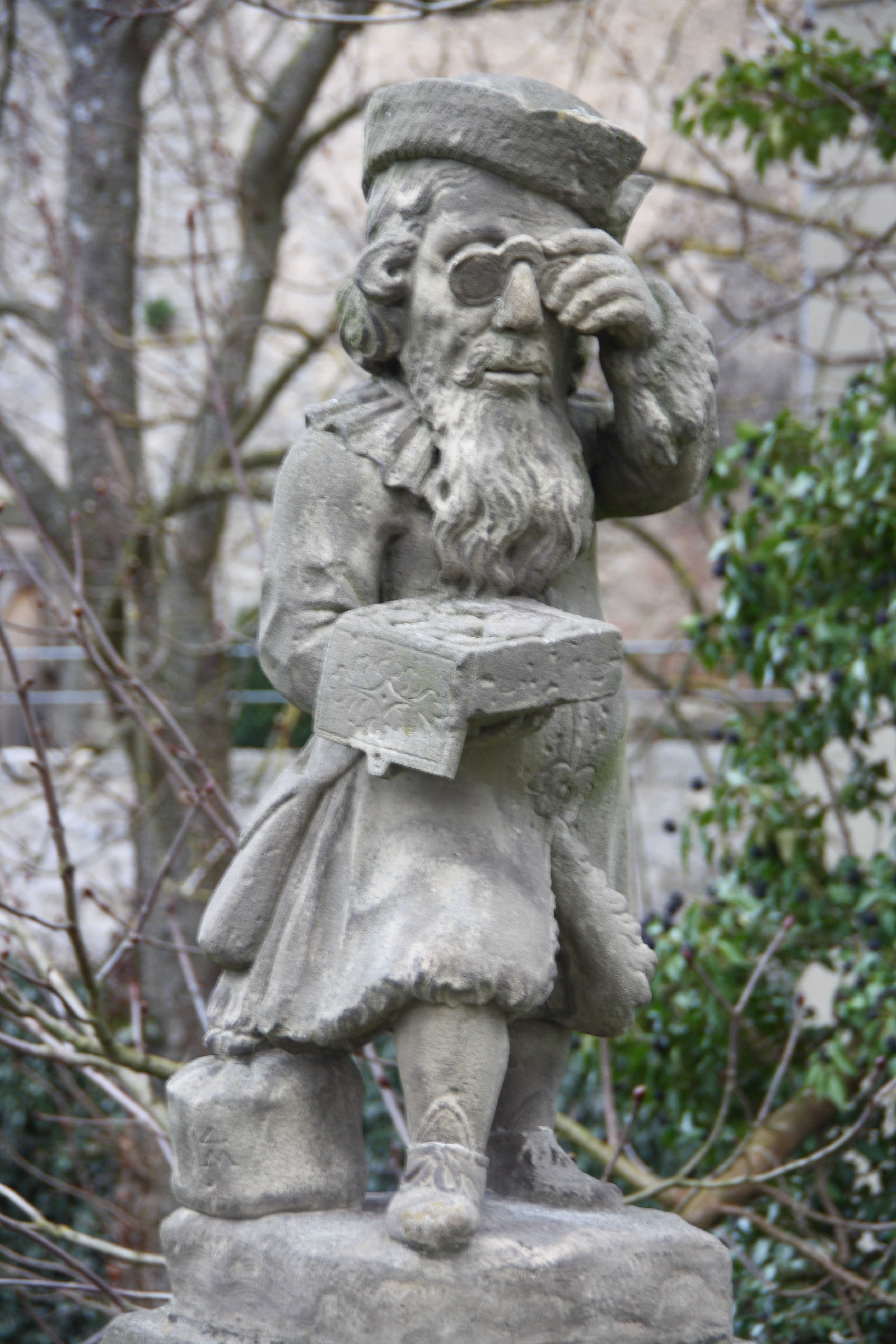
Лемле Зелигман, придворный еврей

Иногда евреям поручалась задача по сбору налогов с населения. По этой причине между иудеями и христианами возникла долгая вражда, которая в перспективе повлекла за собой серьёзные последствия для евреев Европы.

## При австрийском дворе
Императоры Священной Римской империи из династии Габсбургов содержали при своём дворе значительное количество евреев. Среди придворных Фердинанда II упоминаются следующие имена: Соломон и Бер Майеры, которые предоставили мебель для свадьбы императора и Элеоноры Гонзага и одежду для четырёх эскадронов кавалерии; Иосиф Пинкерле из Гёрца; Моисей и Иосиф Марбургеры (другой вариант написания фамилии ― Морпурго) из Градиска; Вентура Париенте из Триеста; доктор Элайя Шальфон из Вены; Самуил цум Драхен, Самуил цум Штрауссен и Самуил цум Вейссен Драхен из Франкфурта-на-Майне; Мордекай Месель из Праги. Среди них был также и Яков Бассеви, который пользовался особой благосклонностью и был первым евреем, который получил дворянство с титулом «von Treuenberg».
Известными придворными евреями были также Самуил Оппенгеймер, который переехал из Гейдельберга в Вену, и Самсон Вертеймер из Вормса. Оппенгеймер, который был назначен главным придворным евреем, совместно со своими сыновьями Иммануилом и Вольфом, а также помощником Вертеймером, посвятили свои таланты, служа Австрии и дому Габсбургов: во время войн на Рейне, а также войн с французами, турками и испанцами они давали в долг миллионы флоринов, на которые австрийские правители могли приобрести провизию и военное снаряжение для своих армий. Вертеймер, который, как минимум по своему званию, был также главным придворным евреем при курфюрстах Майнца, Курпфальца и Трира, также лично получил от императора почётную цепочку с изображением императорского портрета.
Вольф, сын Самсона Вертеймера, впоследствии стал наследником своего отца. Современником Вольфа был Леффман Берендс из Ганновера, придворный еврей и доверенное лицо курфюрста Эрнста Августа и брауншвейгского герцога Рудольфа Августа. Он также вёл дела со многими другими правителями и крупными сановниками. Двое сыновей Берендса, Мордекай Гумпель и Исаак, получили то же самое звание что и их отец, став главными придворными евреями и доверенными лицами. Тесть Исаака Коэна, Беренд Леман, иногда также называемый Берман Хальберштадт, был придворным евреем в Саксонии, имея звание «резидент». Леман Беренд также находился в Дрездене при дворе короля Августа Сильного. Моисей Бонавентура из Праги был гоф-фактором саксонского двора в 1679 году.

## Интриги придворных евреев
Семья Моделей были придворными евреями при маркграфах Ансбаха в середине XVII века. Особенно влиятельным был Маркс Модель, который имел множество торговых предприятий в целом княжестве и часто осуществлял поставки для армии и двора. Он впал в немилость из-за происков придворного еврея Элкана Френкеля, члена семьи, которая была изгнана из Вены. Френкель, будучи осмотрительным, энергичным и гордым человеком, завладел доверием маркграфа до такой степени, что тот обращался к нему за советом при решении важнейших государственных вопросов. По доносу некоего Исайи Френкеля, который, однако хотел креститься, Элкану Френкелю было предъявлено обвинение: последний был пригвождён к позорному столбу, подвергнут бичеванию и был выслан в Вюрцбург для пожизненного тюремного заключения 2 ноября 1712 года. Там он и умер в 1720 году.
Давид Рост, Габриэль Френкель, и, в 1730 году, Исаак Натан (Ишерлейн) также были придворными евреями вместе с Элканом Френкелем. Ишерлейна, по проискам Френкелей, постигла та же участь, как и Элкана Френкеля. Однако зять Нейтана, Дессауэр, сам всё же стал гоф-фактором. При маркграфах Ансбаха были и такие евреи, как Михаэль Симон и Лев Израиль (1743), Мейер Берлин и Амсон Зелигман Соломон (1763).

## При дворе Фридриха Вильгельма I
Фридрих Вильгельм, курфюрст Бранденбурга, также держал у себя в Берлине придворных евреев. Среди них был Израиль Аарон (1670), который своими действиями пытался предотвратить приток иностранных евреев в прусскую столицу. Другими придворными евреями курфюрста были Гумпертц (умер в 1672), Беренд Вульф (1675) и Соломон Френкель (1678). Однако самым влиятельным среди них был Йост Либманн. Через его брак со вдовой вышеназванного Израиля Аарона, он занял позицию последнего. Его таланты были высоко оценены курфюрстом. Он постоянно ссорился с придворным евреем кронпринца, Маркусом Магнусом. После смерти Йоста Либманна, его влияние перешло ко вдове, известной Либманнин, которая находилась в таких хороших отношениях с Фридрихом III (с 1701 г. король Фридрих I в Пруссии), что могла являться без предупреждения в его кабинет.
Придворные евреи были во всех мелких немецких княжествах. Например, Захария Зелигман (1694) состоял на службе у принца Гессен-Гомбургского, а многие другие евреи служили герцогам Мекленбурга. Прочие гоф-факторы упоминаются в хрониках конца XVII века: Бендикс и Рубен Гольдшмидт из Хомбурга; Майкл Хинрихсен из Глюкштадта, который вскоре присоединился к Моисею Израилю Фюрсту, сын которого, Рувим Хинрихсен, по состоянию на 1750 года, получал фиксированное жалование, будучи придворным представителем. Примерно в это же время гоф-фактор Вольф жил при дворе Фридриха III Мекленбург-Стрелицкого. Судебные тяжбы против придворных евреев обычно затягивались, что также свидетельствует об их привилегированном положении.

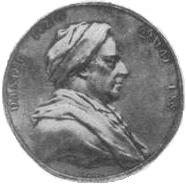
Медаль, вручённая Даниэлю Итцигу Фридрихом Вильгельмом II по поводу семидесятилетия гоф-фактора.

Последними придворными евреями были Израиль Якобсон, состоявший при брауншвейгском дворе, и Вольф Брейденбах, служивший курфюрсту Гессена. Оба они занимают почётные позиции в еврейской истории.

## Известные придворные евреи
В грубом хронологическом порядке:
- Авраам Сенеор (1412—1493)
- Ицхак Абрабанель (1437—1508), финансист при испанском и португальском дворах[12].
- Эдуард Бремптон (ок. 1440 — 1508), крёстный сын Эдуарда IV, губернатор Гернси[13].
- Авраам Закуто (ок. 1450 — ок. 1510)
- Моисей Фишель и Рашель Фишель из Кракова, придворные евреи Яна I Ольбрахта; Рашель была фрейлиной королевы-матери Елизаветы.
- Жозель Росхеймский (1476—1554)[14]
- Мордекай Мейзель (1528—1601)[15]
- Яков Бассеви фон Тройенберг (дворянин) (1580—1634)[10][16]
- Хажим Фюрст, (1592—1653), придворный еврей Гамбурга, также бы старостой еврейской общины города и самым богатым в нём иудеем.
- Моисей Израиль Фюрст, (1617—1692), гоф-фактор Гамбурга и Мекленбург-Шверина.
- Леффман Берендс (Липман Коэн) из Гановера (ок. 1630—1714)[17]
- Самуил Оппенгеймер (1635—1703), занимался военными поставками для императоров Священной Римской империи[18].
- Давид Коэн, граф Ларвотто (1628—1704), финансист и советник Луи I, князя Монако.
- Самсон Вертймер (1658—1724), австрийский финансист, главный раввин Венгрии и Моравии, раввин Айзенштадта[19].
- Иссахар Беренд Леман (1661—1730)
- Зюсс Оппенгеймер (1698—1738), финансист Карла Александра, герцога Вюртемберга.
- Аарон Беер (ум. 1740), гоф-фактор Ауриха и Франкфурта.
- Лёв Синцхейм (ок. 1675 — 1744), снабженец Майнца[20][21].
- Израиль, эдлер фон Хёнигсберг, (1724—1789), придворный агент, имел монополию на продажу табака, которую получил от Габсбургов. «Bankaldirektor» Иосифа II. Первый австрийский еврей, который получил дворянский титул без обращения в христианскую веру (1789)[22].
- Иоахим, эдлер фон Поппер (1720—1795), придворный агент, имел монополию на продажу табака, которую получил от Габсбургов. Второй австрийский еврей, который получил дворянский титул без обращения в христианскую веру (1790)[23].
- Даниэль Итциг (1723—1799), гоф-фактор Фридриха II и Фридриха Вильгельма II.
- Рафаэль Каулла (ум. 1810), а также «мадам Каулла» (1739—1809)
- Майер Амшель Ротшильд (1744—1812), гоф-фактор Вильгельма I, курфюрста Гессена
- Израиль Якобсон (1768—1828), филантроп и реформатор, гоф-фактор Брауншвейга[24].
- Вольф Брейденбах (1751—1829), придворный еврей курфюрста Гессена, отец Морица Вильгельма Августа Брейденбаха.
- Бернхард фон Ескелес (1753—1839), гоф-фактор Иосифа II и Франциска II.

## В литературе
Образ придворного еврея встречается и в литературе. Еврей Исаак в романе Вальтера Скотта «Айвенго» служит целям принца Джона и других дворян.
Лион Фейхтвангер в двух романах изображает придворных евреев и их высоких покровителей. В романе «Испанская баллада», описывающем события конца XIII века в Испании, правитель Толедо дон Альфонсо, прозванный Альфонсо Мудрым, использует у себя на службе талантливого финансиста — еврея Иегуду ибн Эзру. В другом романе в качестве придворного еврея выведен еврей Зюсс, именем которого и назван роман.